# César Verástegui Ostos
César Augusto Verástegui Ostos (Xicoténcatl, Tamaulipas; 14 de junio de 1966) también conocido como El Truko, es un político mexicano que ha desempañado varios cargos políticos en el estado de Tamaulipas.
Anteriormente se desempeñó como Secretario General de Gobierno de Tamaulipas del 1 de octubre de 2016, hasta su renuncia el 6 de enero de 2022, como Diputado Federal por la vía plurinominal, y dos veces Presidente Municipal de su natal Xicoténcatl.
Fue candidato de la alianza Va por México a la gobernatura del estado de Tamaulipas para las elecciones estatales de Tamaulipas de 2022 quedando en segundo lugar con 642 800 votos, representando el 44,19%.

## Vida personal
Nació el 14 de junio de 1966 en el municipio de Xicoténcatl, Tamaulipas, hijo de Vicente Verástegui Morales y Guadalupe Ostos Treviño. Su mamá contaba que el día que nació había una gran tormenta en la ciudad, así tratando de dar a luz se fue la energía eléctrica en el hospital del IMSS, no le quedó más que ayudar a los médicos, agarrando un quinqué, para que pudiera nacer su tercer hijo. Es primo del actor Eduardo Verástegui. 
César Augusto estudió la primaria en la escuela Artículo 123 en la colonia Rosendo G. Castro, luego estuvo en la secundaria general Xicoténcatl y en la preparatoria Mante. Decidió estudiar ingeniero agrónomo en la Universidad Autónoma de Tamaulipas, campus Ciudad Victoria. 
Junto a su papá aprendió a cultivar la caña, sus conocidos aseguran que desde muy joven empezó a trabajar, así que ha desempeñado diferentes oficios, por ejemplo, a los 14 años de edad vendía, casa por casa, carne y chicharrones de cerdo.
También le ayudaba a su padre al corte de espiga, material con el que fabricaba escobas y también las ofrecía en la calle. Ocupó cargos como presidente del distrito de Riego y líder de los cañeros, también formó parte de la Confederación Nacional de Propietarios Rurales y la Confederación Nacional Campesina desde 1990. En 1992 se casó con Mercedes Aranda con quien formó una familia.

## Inicios en la Política
En 1995 se convirtió en militante del Partido Acción Nacional y un mes después ocupó la presidencia del Comité Directivo Municipal en Xicoténcatl y en 1999 contendió por primera vez para la presidencia municipal, pero no ganó.

#### Presidente municipal de Xicoténcatl
En el 2001 se vuelve a postular a la presidencia municipal y gana, desde ese entonces el Partido Acción Nacional ha obtenido el triunfo en todas las elecciones, en el municipio de Xicoténcatl. En el 2006 se convierte en diputado federal y toma la presidencia en la Comisión de Desarrollo Rural de la LX legislatura.

#### Segunda vez como presidente municipal de Xicoténcatl
En el 2011 gana otra vez la alcaldía por Xicoténcatl y en el 2014 obtiene la presidencia del Comité Directivo Estatal del Partido Acción Nacional en Tamaulipas, donde compitió contra Juan Guerrero, que era apoyado por el grupo de la ahora exalcaldesa Maki Ortiz.

#### Secretario general de gobierno
El 1 de octubre del 2016 fue nombrado como secretario general de Gobierno en la administración de García Cabeza de Vaca, cargo público al que renunció el 4 de enero de 2022 para competir por la candidatura a la gubernatura de Tamaulipas, que consiguió en febrero arropado por la coalición “Va por Tamaulipas”, conformada por el PRI, PAN y PRD. 
Desde que era un niño a César Verástegui Ostos tuvo como apodo “Truco”, él cuenta que se lo puso su abuela que le decía de cariño “Trucutú”, ya que en aquellos años salía una caricatura en donde salían unos cavernícolas fuertes, grandes y traviesos, de modo que así lo apodaron hasta que con el tiempo se fue modificando dejándolo como Truko.